# Recuperación (memoria)
En el ámbito de la memoria, el proceso de recuperación o recuerdo consiste en la evocación de sucesos, eventos o información almacenada en el pasado. Desde el punto de vista del procesamiento de la información, este es uno de los tres procesos principales de la memoria, junto a la codificación y al almacenamiento. Existen tres tipos principales de recuerdo: el recuerdo libre, el recuerdo con pistas y el recuerdo serial. Estas formas de recuerdo se han estudiado desde el campo de la psicología como un modo de comprender el funcionamiento de los procesos memorísticos en humanos y otros animales.

## Modelos teóricos

### Modelo de generación-reconocimiento
Este modelo, que alcanzó una gran aceptación a comienzos de los años setenta, asume la existencia de dos fases o momentos diferenciados durante el proceso de recuperación. Desde este punto de vista, la recuperación comenzaría con una primera fase caracterizada por la generación de un conjunto de respuestas alternativas potencialmente verosímiles. En la segunda fase del proceso, se produce el reconocimiento propiamente dicho, mediante la selección, de entre todas las respuestas posibles generadas, de aquella que resulta más idónea en función de unos criterios determinados. Así, este modelo presupone que el reconocimiento propiamente dicho sólo tiene lugar en la segunda etapa del proceso, mientras que el recuerdo o recuperación es un proceso más amplio que ya comienza con la primera etapa de generación y culmina con la realización efectiva del reconocimiento. Es por ello que se ha argumentado que el reconocimiento es un proceso de nivel superior.  No obstante, existen casos en los que pueden ocurrir errores a la hora de reconocer palabras, pero posteriormente obtenerse buenos resultados en una tarea de recuerdo, lo que indicaría que en estos casos el proceso de recuperación estaría a un nivel superior que el del reconocimiento.

### Modelo de codificación específica
El modelo de la "codificación específica" (Tulving y Thompson, 1973) señala la existencia de similitudes entre los procesos de reconocimiento y de recuerdo. El principio de codificación específica establece que en el momento del recuerdo, la memoria utiliza la información aportada por la "huella de memoria", así como la aportada por la situación en la que se aprendió originalmente la información, y el contexto, ambiente o entorno en el que se produce la recuperación. Es decir, que el modo en que se produce la codificación de la información, y las características concretas de la huella de memoria formada y su contexto, son las que determinarán las condiciones más idóneas para que se produzca una recuperación exitosa de la información almacenada. Las claves de recuperación serán tanto más eficaces en la medida en que el contexto de recuperación se ajuste a las características del contexto de codificación y de la huella de memoria formada. Así, el principio de codificación específica tiene en cuenta las pistas contextuales, ya que pone el énfasis sobre el contexto o ambiente en que tiene lugar el proceso de recuperación.

## Historia
El estudio de la memoria y el aprendizaje se ha visto impulsado por inquietudes filosóficas acerca de cómo se produce la adquisición del conocimiento. El recuerdo es una parte fundamental del estudio de la memoria, por lo que aparece habitualmente en muchas investigaciones al respecto. Por este motivo, una revisión de los principales estudios realizados sobre la memoria en general puede proporcionar también una visión histórica del estudio del recuerdo. 

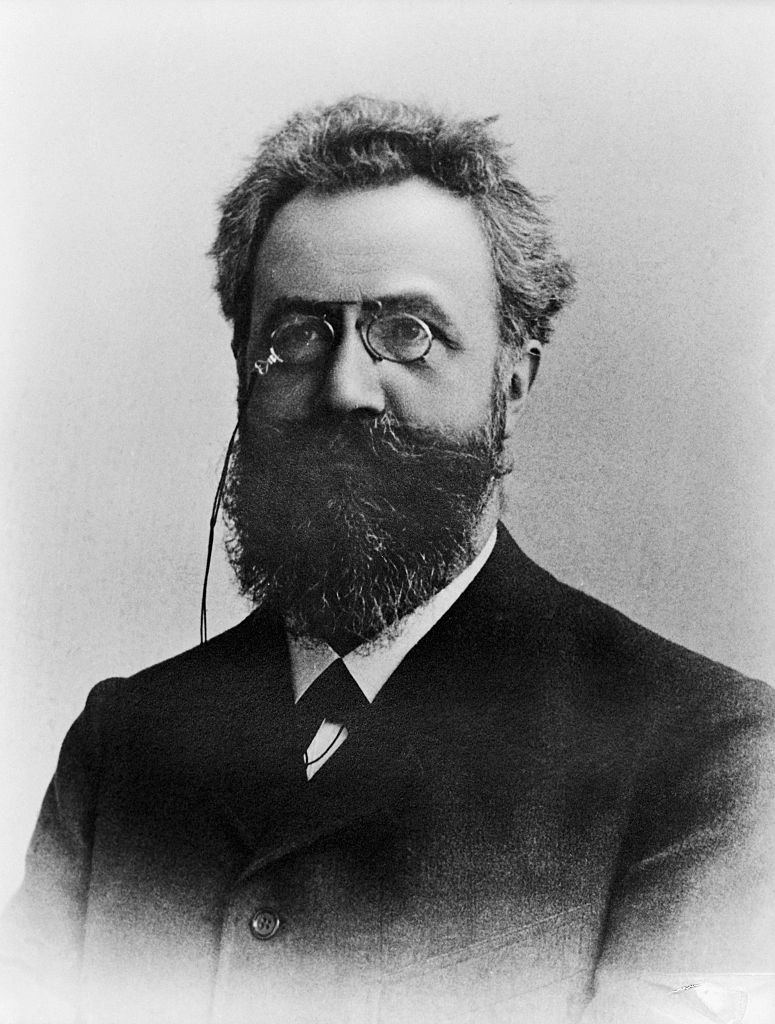
Hermann Ebbinghaus

En 1885, Hermann Ebbinghaus realizó una serie de pruebas para evaluar su propia memoria utilizando pseudopalabras, esto es, combinaciones de letras sin significado que no siguen normas gramaticales. Así, memorizaba una lista de pseudopalabras y comprobaba su grado de recuerdo a través de diversos periodos de tiempo. Descubrió que la pérdida de memoria tenía lugar rápidamente a lo largo de las primeras horas o días, pero este declive se hacía más gradual durante los siguientes días, semanas y meses. Además, Ebbinghaus descubrió que el aprendizaje múltiple, el sobreaprendizaje y el espaciamiento de los periodos de estudio mejoraban la retención de la información adquirida. Estas investigaciones de Ebbinghaus influenciaron gran parte de los estudios realizados sobre memoria y recuerdo a lo largo de todo el siglo veinte.  
Frederic Bartlett, psicólogo experimental británico, fue un destacado investigador en el campo de la memoria durante mediados del siglo veinte. Sus investigaciones se centraron en el estudio de los errores cometidos por la gente a la hora de recordar informaciones nuevas. Una de sus obras más conocidas es Remembering: a study in experimental and social psychology, publicada en el año 1932. Utilizando cuentos populares, proporcionaba a los participantes de sus estudios un extracto de alguna historia, para después instarles a recordarlo con la mayor exactitud que les fuera posible. Los intervalos de retención variaban desde una prueba de recuerdo inmediato, hasta una prueba de recuerdo que tenía lugar varios días después de la lectura del relato. Bartlett encontró que la gente se esforzaba por comprender el significado general de la historia. Dado que las narraciones incluían elementos sobrenaturales, los participantes tendían a racionalizarlos para hacerlos encajar mejor con su propia cultura. Finalmente, Bartlett argumentó que los errores cometidos por los participantes podrían atribuirse a intrusiones esquemáticas: sus propios conocimientos interferían en la información a recordar, dificultando la exactitud en el recuerdo del cuento popular. 
En los años 50 se produjo un cambio en el estudio general de la memoria, que se ha llegado a conocer como la revolución cognitiva. Se enunciaron nuevas teorías respecto a cómo entender la memoria, a menudo estableciendo comparaciones con un modelo de procesamiento informático. Hubo dos libros que tuvieron una importante influencia al respecto: Planes y estructura de la conducta, de George Miller, Eugene Galanter, y Karl H. Pribram (1960), y Psicología cognitiva, de Ulric Neisser (1967). Ambas obras proporcionaban argumentos a favor de una visión de la mente humana acorde al modelo del procesamiento de la información. Allen Newell y Herbert A. Simon diseñaron programas informáticos que simulaban los procesos de pensamiento que los seres humanos ponen en marcha a la hora de resolver distintas clases de problemas.
En los años 60 aumentó el interés en el estudio de la memoria a corto plazo (MCP). Hasta entonces habían escaseado los estudios acerca de los olvidos relacionados con este tipo de memoria. Lloyd y Margaret Peterson comprobaron que, en los casos en los que se les entregaba a los voluntarios una lista corta de palabras o letras a recordar, el rendimiento memorístico disminuía considerablemente si se introducía una tarea distractora durante algunos segundos entre la fase de memorización y la de recuerdo. Atkinson y Shiffrin (1973) crearon un modelo teórico que se convirtió el modelo más popular de estudio de la memoria a corto plazo.
El siguiente paso importante en el estudio de la recuperación de los recuerdos fue la propuesta de Endel Tulving en la que señalaba la existencia de dos clases de memoria: episódica y semántica. Tulving describió la memoria episódica como el conjunto de recuerdos acerca de eventos específicos que han tenido lugar en un momento y lugar determinados; por ejemplo, el regalo que se recibió al cumplir los diez años. En cambio, los recuerdos semánticos están compuestos por reglas, palabras y conceptos abstractos que se almacenan en la memoria a largo plazo. Posteriormente, en el año 1983, Endel Tulving concibió el principio de codificación específica, que da cuenta de la importancia de la relación existente entre la codificación de la información y su posterior recuerdo. En virtud de esta teoría, es más probable que se produzca un recuerdo más exacto si el contexto de recuperación de la información coincide con el contexto en el que la información fue aprendida por primera vez.
En los años 60 también se produjo un desarrollo en el estudio de las imágenes visuales y el modo en que se recuerdan. Esta investigación fue llevada a cabo por Allan Paivio, quien halló que, cuanta mayor capacidad de evocación visual tiene una palabra, más fácilmente podrá ser recordada, tanto en recuerdo libre como en las pruebas de pares asociados.
A partir de los años 80, ha habido una importante cantidad de investigaciones acerca del funcionamiento de la memoria, y más concretamente, del recuerdo. Los estudios mencionados previamente han sido desarrollados y mejorados, y en la actualidad siguen desarrollándose nuevas investigaciones al respecto.

## Tipos de recuerdo

### Recuerdo libre
El recuerdo libre describe el proceso mediante el cual se le proporciona a una persona una lista de ítems a memorizar, y posteriormente se le pide que trate de recordarlos en cualquier orden. Este tipo de tareas suelen mostrar pruebas de los efectos de primacía y recencia. El primero se refiere al hecho de que los participantes a menudo recuerdan con mayor facilidad los ítems presentados al comienzo de la lista. Análogamente, en virtud del efecto de recencia, los ítems presentados en las últimas posiciones también son recordados con más facilidad que los presentados en posiciones intermedias.

### Recuerdo con clave
En el recuerdo con clave los participantes también deben recordar una lista de ítems, pero en el momento de la prueba, el recuerdo se ayuda de determinadas claves que facilitan la evocación. Este ha sido un procedimiento ampliamente utilizado en las investigaciones sobre la memoria. En una prueba habitual se proporcionan los ítems (normalmente palabras) de dos en dos: A1-B1, A2-B2... AN-BN (donde "N" es el número de parejas de la lista). Tras un periodo de memorización, en una fase posterior, el experimentador sugiere al participante la primera palabra de cada par, y éste debe recordar a qué palabra se había asociado con anterioridad. La presentación de palabras puede tener lugar de forma visual o auditiva.
Existen dos métodos experimentales para estudiar el recuerdo con clave: el método de estudio-test, y el método de anticipación. En el método de estudio-test, los participantes estudian una lista de pares de palabras presentadas de forma individual. Ya sea inmediatamente después de esta fase de estudio, o habiéndose dejado transcurrir un lapso de tiempo intermedio, tiene lugar la fase de prueba. Aquí se presenta únicamente una palabra de cada par, en orden aleatorio. El participante debe recordar la palabra a la que iba asociada en la fase anterior. En la prueba, el estímulo clave puede ser tanto el primero (A) como el segundo (B). En el método de anticipación, siempre se presenta el estímulo A, y el participante debe recordar el B. En caso de que el participante no pueda dar la respuesta, ésta se muestra para que pueda recordarla en ocasiones posteriores. Se repite siempre la misma lista de palabras hasta que el participante pueda recordar un porcentaje determinado de palabras B.

### Recuerdo serial
El recuerdo serial consiste en la capacidad para recordar ítems o eventos en el orden preciso en que se han presentado o han tenido lugar.  La capacidad de los seres humanos para almacenar ítems en la memoria y recordarlos posteriormente es de gran importancia para el desarrollo y uso del lenguaje, que requiere de una ordenación de los elementos del discurso. La capacidad de recordar de forma secuencial no sólo se ha descrito en seres humanos, sino también en varias especies de primates no humanos, así como en algunas especies de animales que no pertenecen a la familia de los primates. La ordenación secuencial de los elementos a recordar permite establecer un continuo en la evocación de los eventos autobiográficos, en el que el orden de los eventos más recientes se recuerda con mayor facilidad.
El recuerdo serial en la memoria a largo plazo (MLP) tiene unas características diferenciadas del recuerdo serial en la memoria a corto plazo (MCP). Para que una secuencia de acontecimientos pueda almacenarse en la MLP, esta secuencia debe repetirse a lo largo del tiempo hasta que pueda ser representada en la memoria como una totalidad, más que como una serie de ítems diferenciados. De este modo, no hay necesidad de recordar las relaciones existentes entre los ítems, ni la posición original que cada uno de ellos ocupaba en la lista. En la MCP, se cree que el recuerdo serial inmediato (RSI) viene determinado por la acción de dos mecanismos. El primero de ellos considera el RSI como el resultado del establecimiento de asociaciones entre los ítems y sus posiciones originales en la secuencia a memorizar, mientras que el segundo mecanismo se refiere a las asociaciones que se establecen entre los ítems en sí mismos, en una suerte de encadenamiento. Las investigaciones realizadas al respecto ponen de manifiesto que este segundo mecanismo es menos frecuente que el primero. Las relaciones que se establecen entre las posiciones que ocupa cada ítem no se ven afectadas por los efectos de primacía y recencia. 
El Modelo de Primacía se desmarca de estas dos asunciones, y sugiere que el RSI es el resultado de un gradiente de niveles de activación, donde cada ítem presenta un determinado nivel de activación que corresponde a su posición particular en la lista. Las investigaciones al respecto sustentan el hecho de que el rendimiento en recuerdo serial inmediato mejora considerablemente cuando la lista a memorizar está compuesta por elementos homogéneos (esto es, pertenecientes a la misma categoría semántica), en comparación con aquellos casos en los que los ítems son heterogéneos (pertenecen a diferentes categorías semánticas). Estos datos sugieren que las representaciones semánticas favorecen el rendimiento en tareas de recuerdo serial inmediato. El recuerdo serial a corto plazo también se ve afectado por el grado de similitud fonológica de los ítems: cuanta mayor es la similitud fonológica, se observa un peor rendimiento en el recuerdo serial inmediato. El primer investigador que realizó un experimento al respecto fue Alan Baddeley, quien comparó los resultados obtenidos al memorizar listas cuyos ítems eran fonéticamente similares ente sí, con los resultados obtenidos en el caso de memorización de listas en las que sus elementos eran fonéticamente muy diferentes.
Por norma general, pueden apreciarse ocho efectos en los estudios realizados sobre recuerdo serial en seres humanos:
1. Efecto de longitud de lista: La capacidad de recuerdo serial disminuye a medida que aumenta la longitud de la lista de elementos a memorizar.
2. Efecto de posición serial: El efecto de primacía se refiere al hecho de que se produce un mejor recuerdo de los ítems que se presentan en los primeros lugares de la secuencia a memorizar. Por su parte, el efecto de recencia es el fenómeno por el cual los elementos que se presentan en los últimos lugares de la lista también son recordados con mayor facilidad. El efecto de recencia se ha demostrado en mayor grado en los estudios realizados con estímulos verbales que en aquellos casos en los que la modalidad estimular es de tipo visual. La explicación aceptada de este fenómeno radica en el hecho de que la presentación auditiva de los estímulos parece beneficiar a los últimos elementos de la lista, en la medida en que no se ven afectados por posteriores interferencias.[21]
3. Gradiente de transposición: Los gradientes de transposición hacen referencia al hecho de que se recuerda con mayor facilidad el ítem en sí mismo que su posición dentro de una serie.
4. Errores de confusión de ítems: En los casos en los que un ítem se recuerda de forma errónea, se observa una tendencia a responder con un ítem que se asemeja al que originalmente iba en esa misma posición.
5. Errores de repetición: Son aquellos fallos que tienen lugar cuando, durante el recuerdo de una serie, el participante repite el mismo ítem en dos posiciones distintas. Este efecto es bastante inusual en los seres humanos.
6. Efectos de rellenado: Cuando se recuerda incorrectamente un ítem de forma que se le asigna un lugar anterior al que le correspondería en la serie original, existe la tendencia a que el siguiente ítem que se recuerde, sea aquel que se ha desplazado por error. Por ejemplo, en una secuencia formada por los números 1, 2, 3, 4 y 5, si el recuerdo comienza con 1, 2 y 4, es probable que el siguiente ítem que se recuerde sea el 3.
7. Efectos de protrusión: Se producen cuando un elemento de una lista o prueba anterior se introduce de forma accidental durante el recuerdo de una nueva lista. Por lo general, suele recordarse en la misma posición que ocupaba en su lista original.[3]
8. Efectos de longitud de la palabra: Las palabras cortas suelen recordarse con mayor facilidad que las palabras largas.[22]

## Neuroanatomía

El cerebelo, resaltado en rojo.

El cortex del cíngulo anterior, el globo pálido, el tálamo y  el cerebelo muestran una mayor activación durante el recuerdo que durante el reconocimiento, lo que sugiere que estos componentes de la ruta cerebelo - lóbulo frontal desempeñan un papel en los procesos de recuerdo que no tiene lugar en el caso de los procesos de reconocimiento. Aunque el reconocimiento y el recuerdo se consideran procesos diferenciados, debe tenerse en cuenta que ambos son componentes constitutivos de redes de trabajo conjuntas en diversas áreas cerebrales. 

El globo pálido, resaltado en azul.

De acuerdo con los datos proporcionados por las técnicas de neuroimagen, los estudios realizados mediante tomografía por emisión de positrones durante los procesos de recuerdo y reconocimiento han hallado un incremento consistente del flujo sanguíneo en las siguientes seis áreas cerebrales: 1) La corteza prefrontal, principalmente el hemisferio derecho; 2) las regiones hipocampal y parahipocampal del lóbulo temporal medial; 3) el cortex del cíngulo anterior; 4) el área posterior media, que incluye el cíngulo posterior, el área retroesplenial, el precúneo y el cúneo; 5) la corteza parietal inferior, especialmente en el hemisferio derecho; y 6) el cerebelo, principalmente en el hemisferio izquierdo.

El hipocampo, resaltado en rojo

Aún no se ha podido concretar cuál es el papel específico de cada una de estas seis regiones en el recuerdo episódico, pero se han sugerido algunas teorías. El cortex prefrontal derecho se ha relacionado con los intentos de recuperación de información; los lóbulos temporales medios se han asociado al recuerdo consciente; el cíngulo anterior se ha asociado a los procesos de selección de respuesta; la región posterior media se ha asociado a la imaginación; la región parietal inferior se ha asociado a la toma de conciencia de las relaciones espaciales; y el cerebelo se ha asociado al recuerdo auto-iniciado.

Cortex del cíngulo anterior

En una investigación reciente, un grupo de sujetos se enfrentó a la tarea de recordar una lista de ítems que posteriormente habrían de recordar. Los potenciales evocados y la actividad hemodinámica medida durante la fase de memorización mostraban notables diferencias entre los casos en los que el recuerdo se llevaba a cabo satisfactoriamente y los casos en los que no. Este efecto ha recibido el nombre de “efecto subsecuente de memoria”. La diferencia en estas áreas cerebrales específicas determina cuándo es recordado un ítem o no. Un estudio realizado por Fernández et al. ha mostrado las diferencias que predicen la aparición del recuerdo. Esto se manifiesta de dos formas: una deflección negativa en la corteza rinal de un potencial relacionado con eventos (PRE) 400m/s después de la exposición al estímulo; y un PRE hipocampal positivo que comienza a los 800m/s de la presentación del estímulo. Esto significa que el recuerdo solo tiene lugar si estas dos regiones cerebrales (la corteza rinal y el hipocampo) se activan de forma sincronizada.

## Factores que afectan al recuerdo

### Atención
De las fases principales en que suele dividirse el estudio de la memoria humana (codificación, almacenamiento y recuperación de la información), parece ser que la atención afecta prioritariamente a la fase de codificación. El desempeño de una tarea paralela durante esta fase de codificación puede dificultar seriamente una posterior recuperación satisfactoria de la información almacenada. Se cree que esto se debe a que esta fase presenta elevados requisitos atencionales para codificar correctamente la información, y la interferencia de una tarea distractora supone una reducción de los recursos atencionales hacia la tarea principal, disminuyendo así la cantidad real de información correctamente aprendida. Se han realizado diversos experimentos que sugieren  que la fase de codificación temprana en la que se identifican las palabras a recordar es el origen del efecto de la frecuencia de las palabras (según el cual, las palabras más infrecuentes son más difíciles de recordar). Esto podría deberse a que las palabras infrecuentes requieren un mayor grado de atención, dadas sus características inusuales. 
Respecto a la última fase de la codificación, en la que se elaboran los significados de las palabras para asociarlas a las redes semánticas de los sujetos, se ha enunciado la hipótesis de que la información semántica no repercute en el efecto de frecuencia de las palabras. Cuando los estudios se realizan sobre listas de palabras, se ha encontrado un patrón inverso del efecto de frecuencia. Pero cuando las fases de estudio y de prueba incluyen la memorización de objetos en lugar de palabras, este patrón desaparece, y la frecuencia normativa tiene un efecto muy bajo o inexistente sobre la memoria de reconocimiento. Gran parte de los estudios sobre memoria de reconocimiento se han centrado en la distinción entre los modelos de memoria basados en la naturaleza del recuerdo. En cualquier caso, respecto al efecto de la atención sobre la recuperación de los recuerdos sólo se han hallado interferencias leves e inconsistentes. Esto indica que la recuperación de los recuerdos es un proceso automatizado, por lo que no consume recursos atencionales. 
Sí se ha encontrado que el grado de atención puede ejercer una influencia sobre la latencia o tiempo de respuesta a la hora de recuperar la información almacenada. Esto se hace especialmente evidente en las tareas de recuerdo libre. Si durante el momento del recuerdo se fuerza una situación de competitividad de recursos mediante la realización de alguna tarea que exija dividir la atención, el proceso de recuperación de la información se ralentiza, pero su eficacia no disminuye significativamente. Otro posible hallazgo acerca del mínimo efecto que ejerce la atención dividida es el hecho de que el proceso de recuerdo podría incluir un número de procesamientos en paralelo menor al que requieren otros tipos de procesos memorísticos.
También se ha observado que, dependiendo de si el recuerdo tiene lugar en una situación de atención dividida o de atención focalizada, las regiones cerebrales que se activan son diferentes, según los datos obtenidos mediante imagen por resonancia magnética funcional. Ejecutar una tarea secundaria concurrentemente con la tarea principal tiene un efecto negativo en el recuerdo posterior de los ítems estudiados. Para investigar el mecanismo subyacente a este fenómeno, se realizaron estudios en los que se alteraban los recursos de procesamiento disponibles en tareas de memorización incidental, mediante la manipulación del grado de complejidad de la tarea secundaria concurrente. Se encontró una mayor activación de la circunvolución frontal inferior ventral y del hipocampo anterior izquierdo durante el estudio de palabras que posteriormente fueron recordadas, en comparación con la activación que se detectó en estas mismas zonas durante el estudio de las palabras que no se pudieron recordar. Estos efectos no varían en función del grado de dificultad de la tarea secundaria. No obstante, a medida que la dificultad de esta tarea distractora aumenta, disminuye la actividad de estudio-de-los-ítems, y aumenta la actividad de escucha-de-los-ítems en la zona prefrontal dorsolateral y en la zona parietal posterior. Estas áreas cerebrales desempeñan un papel de apoyo a las funciones ejecutivas y de control. Estos hallazgos sugieren que la atención dividida durante la fase de codificación puede influir sobre la probabilidad de que se pongan en marcha operaciones de codificación que facilitan un posterior recuerdo episódico, pero no altera la naturaleza misma de estas operaciones. Otros hallazgos posteriores sugieren que la probabilidad de que se pongan en marcha estas operaciones depende del nivel de los recursos de procesamiento general que se encuentren al servicio de la tarea de estudio principal.

### Motivación
La motivación es un factor que estimula a las personas para desempeñar con éxito las tareas inmediatas. Puede presentarse como un incentivo, o como el miedo al fracaso personal. Por tanto, cualquier forma de motivación puede favorecer una mejor recuperación de la información. En un experimento llevado a cabo por Roebers, Moga y Schneider (2001) se dividió a los participantes en tres grupos: informe forzado, informe libre o informe incentivado. Los resultados mostraron que la cantidad de información recordada no varió entre los tres grupos, pero los miembros del grupo que recibían un incentivo mostraron unos resultados más exactos. Esto indica que el incentivo presentado sirvió como motivación a los participantes para ser más precisos en sus respuestas. No obstante, esto sólo puede tomarse como cierto en aquellos casos en los que los participantes tienen la percepción de que el éxito en la tarea pasa por proporcionar información correcta. En cambio, cuando los participantes creen que el éxito en la tarea viene determinado únicamente por completarla, y no por completarla de la forma más precisa posible, aumenta el número de respuestas, pero disminuye la precisión. Es decir, que los resultados dependen de la concepción que tienen los participantes acerca de cuáles son los resultados que se espera obtener de ellos. En el experimento de Roebers, Moga y Schneider (2001), los participantes del grupo de informe forzado presentaron los resultados más bajos en precisión de respuesta. No tenían motivación alguna para proporcionar respuestas precisas, y estaban obligados a responder incluso en los casos en los que no estaban seguros de la respuesta correcta. 
Otro estudio realizado por Hill, Storandt y Simeone midió el impacto del entrenamiento en habilidades memorísticas y las recompensas externas en una tarea de estudio de series de listas de palabras. Se observaron resultados parecidos en estudios realizados con niños, cuyas habilidades memorísticas no habían sido entrenadas tanto como en el caso de los adultos. En estudios destinados a medir los efectos de la magnitud de los incentivos en tareas de recuerdo libre, los resultados obtenidos sustentan la teoría que afirma que la motivación incrementa la tendencia de una persona a obtener un recuerdo más exitoso, pero dependiendo del modo en que esa persona entiende lo que debería ser el "éxito" en la tarea.

### Interferencia
En ausencia de interferencias, hay dos factores que influyen a la hora de recordar una lista de ítems: los efectos de prímacía y de recencia. En el caso del efecto de recencia, la memoria a corto plazo se utiliza para recordar los ítems más recientes, y en el caso del efecto de primacía, es la memoria a largo plazo la encargada de recuperar la información relativa a los primeros ítems memorizados. 
El efecto de recencia puede ser eliminado si se incluye un periodo de interferencia entre el momento de presentar la información a memmorizar y el momento del recuerdo de esa información, pero para ello, este periodo de interferencia debe ser superior a 15-30 segundos, que es el tiempo durante el que la memoria a corto plazo puede mantener la información activa y disponible para su recuperación inmediata. Para lograr esta interferencia, puede proporcionársele a la persona que participa en la tarea una información adicional a recordar antes de solicitarle que recupere la información que se había presentado inicialmente.
En cambio, el efecto de primacía no se ve afectado por la interferencia del recuerdo. La eliminación de los últimos ítems se debe al hecho de que se ven desplazados de la memoria a corto plazo a causa de la tarea distractora. Al no repetirse mentalmente, no se almacenan en la memoria a largo plazo, por lo que se pierden. Una tarea tan sencilla como contar hacia atrás puede causar alteraciones en la recuperación de los recuerdos. No obstante, un mero intervalo vacío de tiempo entre el aprendizaje del material y el momento de su evocación no tiene ese efecto; para que el recuerdo se vea afectado, se requiere que durante ese intervalo se lleve a cabo algún tipo de tarea distractora que cause interferencia. Esto se debe a que, en ausencia de una tarea distractora, la persona puede mantener los ítems a recordar en la memoria de trabajo mediante la subvocalización.
Cohen (1989) halló que se produce un mejor recuerdo de una acción en presencia de interferencias si se ejecuta físicamente esa acción durante la fase de codificación. También se ha encontrado que el recuerdo de algunos ítems puede interferir e inhibir el recuerdo de otros ítems.

### Contexto
Los efectos de la dependencia del contexto en la recuperación de la información suelen interpretarse como una prueba de que las características del ambiente se codifican como parte de la huella de memoria, y pueden utilizarse para mejorar el recuerdo del resto de información aprendida en ese contexto. En otras palabras, el recuerdo puede mejorar cuando las condiciones ambientales son similares en las fases de aprendizaje y de evocación de la información. Las pistas contextuales parecen ser de importancia en la recuperación de información significativa aprendida recientemente. En un estudio clásico de Godden y Baddeley (1975) se demostró que los buceadores recuerdan su entrenamiento de manera más eficaz cuando éste tiene lugar bajo el agua, en comparación con los casos en los que el entrenamiento se realiza en tierra. Estos resultados pueden ofrecer una aplicación académica: los estudiantes pueden obtener mejores resultados estudiando en un ambiente de silencio, dado que los exámenes suelen desarrollarse en un entorno silencioso.

### Memoria dependiente de estado
Se ha demostrado la existencia de un efecto de dependencia de estado referente al proceso de recuperación de información; por ejemplo, la información aprendida bajo los efectos de una determinada droga se recuerda más fácilmente estando bajo esos mismos efectos. Carter y Cassady realizaron un estudio en que se demuestra este efecto con antihistamínicos.
Un estudio realizado por Block y Ghoneim (2000) demostró que el abuso de marihuana provoca un deterioro significativo de la recuperación de recuerdos. El cannabis provoca una pérdida del control interno y un deterioro cognitivo, especialmente en el ámbito de la atención y la memoria, durante el periodo de intoxicación.
Los estimulantes, como la cocaína, las anfetaminas o la cafeína mejoran la codificación de la información en la memoria a largo plazo en los seres humanos. No obstante, el efecto de un uso prolongado de estimulantes sobre el funcionamiento cognitivo es muy distinto al impacto observado en los casos de uso aislado de estas drogas. Algunas investigaciones han encontrado que el uso prolongado de estimulantes puede provocar unos índices de recuerdo inferiores en humanos. Se han hallado efectos negativos en consumidores de MDMA, entre los que se encuentran dificultades para codificar la información en la memoria a largo plazo, empeoramientos en el aprendizaje verbal, mayor facilidad para la distracción y una menor eficiencia para concentrarse en la realización de tareas complejas. El grado de deterioro ejecutivo aumenta a medida que lo hace el nivel de consumo, y los deterioros observados se hacen más duraderos. Los consumidores crónicos de cocaína muestran un deterioro en las áreas de atención, aprendizaje, memoria, tiempo de reacción y flexibilidad cognitiva. Así pues, el hecho de que los estimulantes puedan suponer un efecto positivo o negativo sobre la recuperación de recuerdos depende del grado de consumo de las sustancias, tanto en cantidad como en el mantenimiento del hábito a lo largo del tiempo.

### Género
De manera consistente, las mujeres presentan un rendimiento superior al de los hombres en tareas de memoria episódica, incluyendo el recuerdo demorado y el reconocimiento. No obstante, hombres y mujeres no muestran diferencias en cuanto a rendimiento en tareas que implican el uso de la memoria de trabajo, la memoria inmediata y la memoria semántica. En general, las observaciones neuropsicológicas sugieren que las lesiones en la zona anterior provocan en las mujeres déficits más severos que en los hombres. Se ha propuesto que las diferencias de género en cuestiones de memoria reflejan diferencias subyacentes en las estrategias utilizadas para procesar la información, más que deberse a diferencias anatómicas.
No obstante, hay estudios morfométricos que apoyan la existencia de ciertas diferencias en la asimetría cerebral, hallándose una asimetría mayor en los hombres. También existen pruebas de que las mujeres, en general, son más proclives que los hombres a recordar sus propios errores (sesgo de recuerdos negativos). En un estudio realizado por Dan Tarmey (1991), de la Universidad de Guelph, se realizó un trabajo de campo consistente en preguntar a 651 personas acerca de las características físicas de una mujer (que formaba parte del estudio) con la que acababan de tener un encuentro unos dos minutos antes. El estudio tenía como objetivo investigar las diferencias existentes entre hombres y mujeres en calidad de testigos oculares, así como las diferencias entre distintos grupos de edad. Se encontró que las mujeres eran significativamente más precisas que los hombres en el recuerdo del peso, y que sobreestimaban la duración del encuentro mantenido en una proporción de tres a uno, mientras que los hombres también sobreestimaban esa duración, pero solo en una proporción de dos a uno.

## Fenómenos asociados
La percepción fenomenológica del recuerdo se denomina metacognición, es decir, el conocimiento sobre el conocimiento. Esto incluye muchos estados de percepción del propio conocimiento, como el fenómeno de la punta de la lengua. Se ha sugerido que la metacognición sirve a un propósito de autorregulación por el que el cerebro puede detectar fallos en el procesamiento y asignar de forma activa los recursos adecuados para solucionar los problemas. Se considera un aspecto importante de la cognición que puede favorecer el desarrollo de estrategias eficaces de aprendizaje, que posteriormente pueden generalizarse a otras situaciones.

### Punta de la lengua
El fenómeno de la punta de la lengua hace referencia a la sensación experimentada durante el tiempo que transcurre entre la identificación de que conoce un hecho concreto, y el momento en que se es capaz de recordar sus características o nombres asociados. Este fenómeno también se conoce como presque vu, un término francés que significa «casi visto». Existen dos teorías explicativas a propósito de este fenómeno: la perspectiva psicolingüística y la perspectiva metacognitiva.
Desde el punto de vista de la psicolingüística, el fenómeno de la punta de la lengua se debe a un fallo en la recuperación de recuerdos léxicos a partir de la información proveniente de la memoria semántica. Es decir, el recuerdo o la experiencia de determinados hechos (memoria semántica) debería elicitar una serie de recuerdos léxicos asociados, pero a pesar de que se tiene consciencia de que debería ser así, estos recuerdos léxicos no se encuentran accesibles. Dado que se ha observado un incremento de la frecuencia de este fenómeno a medida que aumenta la edad, existen dos mecanismos a través de los cuales la psicolingüística puede explicar su aparición. El primero de ellos es la degradación de las redes de trabajo léxicas con el envejecimiento. La pérdida de conexiones entre el conocimiento y el vocabulario aumenta la dificultad para recuperar con éxito una palabra específica de la memoria. El segundo mecanismo explicativo sugiere que, con la edad, a medida que aumentan los conocimientos, las experiencias y el vocabulario, se alcanza una situación en la que existen muchas conexiones entre distintos conocimientos y palabras asociadas, lo que dificulta también el recuerdo exitoso de la palabra adecuada en cada momento y para cada situación o hecho concreto.
Desde el punto de vista de la metacognición, el fenómeno de la punta de la lengua no es más que la sensación experimentada cuando tiene lugar un evento concreto y la percepción de la experiencia que implica. EL hecho de ser consciente de experimentar este fenómeno, desde este punto de vista, puede provocar que el cerebro asigne rápidamente los recursos necesarios para resolver ese estado y recuperar eficazmente la información de la memoria. Esta clase de explicación resulta poco clarificadora, pero en cualquier caso las perspectivas psicolingüística y metacognitiva no son mutuamente excluyentes, y ambas pueden utilizarse como punto de partida a la hora de estudiar este fenómeno en condiciones experimentales.
Durante la experimentación de este fenómeno puede observarse un efecto de incubación, por el que el mero transcurrir del tiempo puede influir en la resolución del estado, desembocando en un recuerdo efectivo. Además, la presencia de este fenómeno es un buen predictor de que el problema podrá ser resuelto fácilmente. Se ha observado una mayor frecuencia de aparición en adultos de edad mediana, más que en adultos jóvenes o ancianos. Los datos aportados desde ambas perspectivas (psicolingüística y metacognitiva) muestran que para solucionar este estado se asignan recursos a la búsqueda del recuerdo apropiado, y también que somos conscientes de la información que conocemos o desconocemos. Actualñmente se mantiene el debate entre la visión psicolingüística del fenómeno como un fallo en la recuperación, y la visión metacognitivista, que lo entiende como una herramienta para el aprendizaje.
Existen fenómenos similares, como el déjà vu (ya visto) y el jamais vu (nunca visto). Estos ocurren con menor frecuencia, y tienen una mayor prevalencia entre pacientes que han sufrido traumatismos craneoencefálicos o trastornos cerebrales como la epilepsia.

### Recuperación involuntaria de recuerdos
A menudo, incluso tras varios años, estados mentales que han estado presentes en la conciencia regresan a ella de forma aparentemente espontánea y sin que medie ningún acto de voluntad; esto es, se reproducen de forma involuntaria. Además, en la mayoría de los casos reconocemos ese estado mental como algo que hemos experimentado anteriormente, esto es, lo recordamos. No obstante, bajo ciertas condiciones, se da una ausencia de este conocimiento, y sólo sabemos de forma indirecta que el "ahora" debe ser idéntico al "entonces". Una observación más detallada nos enseña que la ocurrencia de estas reproducciones involuntarias no es enteramente aleatoria o accidental. Al contrario, surgen como consecuencia de la mediación de otras imágenes mentales que se encuentran presentes de forma directa. Además, tienen lugar de acuerdo a ciertos patrones regulares que, en términos generales, se describen por las llamadas «leyes de asociación».
Ebbinghaus, H. (1885)

Hasta hace poco tiempo, las investigaciones acerca de este fenómeno han sido relativamente escasas, habiéndose identificado únicamente dos tipos de recuperación involuntaria de recuerdos: la recuperación involuntaria de la memoria autobiográfica, y la recuperación involuntaria de la memoria semántica. Ambos tipos pueden considerarse aspectos emergentes de procesos cognitivos que, por lo demás, son normales y eficientes.

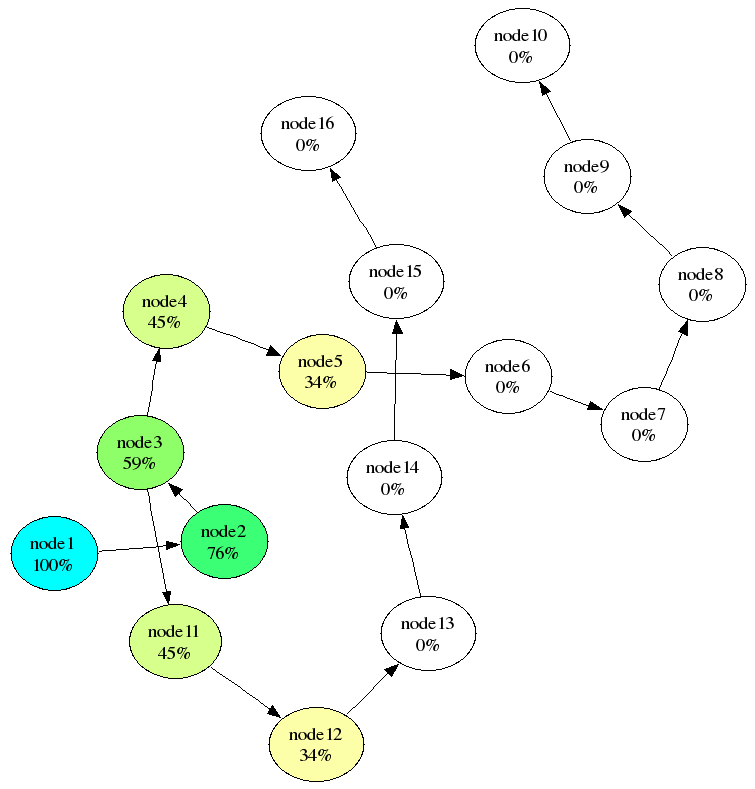
Una representación visual de la propagación de la activación

La recuperación involuntaria de la memoria autobiográfica tiene lugar de forma espontánea como resultado de la presencia tanto de claves sensoriales como de claves internas, como pueden ser los pensamientos o las intenciones. Estas claves o pistas nos influyen en nuestras vidas diarias activando de forma constante y automática recuerdos inconscientes a través del mecanismo de primado o priming. Se ha demostrado en muchas investigaciones que nuestras metas e intenciones específicas provocan frecuentemente la recuperación involuntaria de eventos autobiográficos relacionados. La segunda causa más frecuente de este fenómeno son las claves ambientales presentes en el entorno circundante. Los recuerdos autobiográficos que no están relacionados con claves específicas, ya sean internas o externas, son los que tienen lugar con menor frecuencia. Se ha sugerido que en este caso puede tener lugar un error en la autorregulación de la memoria, siendo este el causante de que los recuerdos autobiográficos sin relación emerjan a la consciencia. Estos hallazgos son consistentes con la teoría de la metacognición, ya que este tercer tipo de experiencia suele identificarse como la más saliente en términos subjetivos.
La recuperación involuntaria de la memoria semántica tiene lugar del mismo modo que la anterior. No obstante, los recuerdos que se elicitan no conllevan un trasfondo personal, y a menudo se consideran de índole trivial, pudiendo tratarse de palabras, imágenes o frases aleatorias. Este tipo de recuperación involuntaria de recuerdos puede tener lugar como consecuencia de una propagación de la activación, donde palabras, pensamientos y conceptos activan recuerdos semánticos relacionados. Se cree que la propagación de la activación puede tener lugar a lo largo de un periodo de muchas horas, días, o incluso semanas antes de que emerja un recuerdo semántico aleatorio.

### Falsos recuerdos
Los falsos recuerdos son el resultado de creencias persistentes, sugestiones que parten de figuras de autoridad o transmisiones de información falsa. La exposición repetida a este tipo de estímulos pueden influir en la reorganización de los recuerdos de una persona, afectando a los detalles o implantando falsas, aunque vívidas, versiones de un hecho. La explicación a este fenómeno suele residir en un error a la hora de identificar la fuente de la información, de manera que una persona puede recordar hechos específicos, pero no es capaz de identificar correctamente la fuente de ese conocimiento, posiblemente debido a la pérdida de la asociación entre los hechos episódicos (eventos específicos) y los semánticos (basados en conceptos abstractos, esenciales) que se encuentran almacenados en su memoria. Un ejemplo particular de este fenómeno es la criptomnesia o amnesia de fuente, una suerte de plagio involuntario por el que una persona tiene la creencia de haber generado una idea original, cuando en realidad se trata del recuerdo de algo aprendido con anterioridad.
Los falsos recuerdos también pueden ser explicados por el efecto de generación, un fenómeno observable por el que una exposición repetida a una creencia, sugerencia o falsa información se recuerda cada vez mejor con cada generación subsecuente. Esto puede relacionarse con el efecto de desinformación, por el que el informe del testigo ocular de un acontecimiento puede estar influenciado por el informe que haya realizado otra persona acerca de ese mismo acontecimiento, o por las sugerencias que le puedan llegar por parte de alguna figura de autoridad. También se cree que este tipo de influencias pueden darse en los casos en los que se intenta recuperar, mediante la hipnosis, recuerdos reprimidos como consecuencia de un shock postraumático. En estos casos puede darse la circunstancia de que los recuerdos «aflorados» sean completamente falsos, o contengan detalles específicos que no sean sino el resultado de un proceso de sugestión llevado a cabo por el terapeuta.

### Amnesia retrógrada focal
La amnesia retrógrada suele producirse a raíz de la experimentación de un trauma psíquico o físico que se manifiesta como una incapacidad para recordar información anterior al suceso traumático. Suele estar acompañada por cierto grado de amnesia anterógrada, esto es, una incapacidad para crear nuevos recuerdos a partir de un momento determinado. La amnesia retrógrada focal, a veces conocida como amnesia funcional, hace referencia a la presencia de amnesia retrógrada sin que exista perjuicio alguno en la capacidad de crear nuevos recuerdos o adquirir nueva información (es decir, en ausencia de cualquier grado de amnesia anterógrada). La memoria referente al modo en que se utilizan los objetos y se desarrollan las habilidades personales (memoria implícita) puede mantenerse intacta, mientras que determinados conocimientos específicos acerca de sucesos vividos personalmente, o sobre hechos previamente aprendidos (memoria explícita) pueden quedar inaccesibles o perdidos definitivamente.
La amnesia puede tener varias causas, entre las que se incluyen encefalitis, traumatismo craneoencefálico severo, déficit de vitamina B1 (como puede apreciarse en el Síndrome de Korsakoff), y episodios psicóticos. También puede derivarse del hecho de haber sido testigo de sucesos emocionalmente traumáticos (amnesia disociativa). En muchos casos de amnesia retrógrada focal se ha observado una disfunción en los lóbulos temporal y frontal, ya sea de tipo metabólico, o como consecuencia de las lesiones sufridas. No obstante, se ha documentado el desarrollo de amnesia retrógrada focal en casos de contusiones menores que no mostraban un daño cerebral visible. Se ha sugerido que la amnesia retrógrada focal podría representar una variedad de diferentes trastornos, déficits cognitivos o condiciones que tienen como resultado una pérdida desproporcionada de la memoria explícita, por lo que se ha utilizado en ocasiones el nombre de «amnesia retrógrada desproporcionada».